# Guichenotia ledifolia
Guichenotia ledifolia là một loài thực vật có hoa trong họ Cẩm quỳ. Loài này được J.Gay mô tả khoa học đầu tiên năm 1821.